# Jean-Pierre Boyer (Politiker)

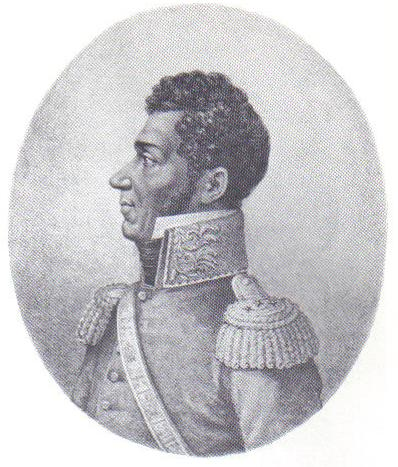
Jean-Pierre Boyer

Jean-Pierre Boyer (* 28. Februar 1776 in Port-au-Prince, Saint-Domingue; † 9. Juli 1850 in Paris) war ein haitianischer Politiker und von 1818 bis 1843 Präsident der Republik Haiti.

## Leben
Jean-Pierre Boyer wurde in Port-au-Prince in der damaligen französischen Kolonie Saint-Domingue auf Hispaniola als Mulatte geboren. In Frankreich erwarb er europäische Bildung.

### Anfänge der militärischen Laufbahn
16-jährig trat er 1792 in das republikanische Militär Frankreichs ein. Bald zum Bataillonschef befördert, beteiligte er sich an der von General André Rigaud geführten Abwehr der britischen Truppen, die 1793 an drei Orten auf Hispaniola gelandet waren: in Jérémie, in Môle-Saint-Nicolas und in Saint-Marc. Später focht er, wieder unter Rigaud, gegen François-Dominique Toussaint L’Ouverture, musste jedoch mit Rigaud die Insel verlassen und in Frankreich Zuflucht suchen. Er kehrte 1802 mit der Expedition des Generals Charles Victoire Emmanuel Leclerc nach Haiti zurück. Dort kämpfte er anfangs erneut gegen Toussaint L’Ouverture, später unterstützte er das Zusammenwirken von Schwarzen und Mulatten im haitianischen Freiheitskampf.

### Aufstieg als Politiker
Nach Jean-Jacques Dessalines’ Thronbesteigung stellte sich Boyer mit Alexandre Sabès Pétion an die Spitze der Farbigen. Beide halfen dem General Henri Christophe, den Despoten Dessalines 1806 zu stürzen. Sie wandten sich von Christophe ab, als dieser selbst eine Alleinherrschaft anstrebte. Pétion gründete 1806 im südwestlichen Teil der Insel eine unabhängige Republik (Republik Haiti), die auch als „Mulatten-Republik“ bezeichnet wurde. Boyer erhielt die Kommandantur der Hauptstadt Port-au-Prince und den Rang eines Generalmajors. Mit seinen Truppen zog Boyer gegen die Truppen Christophes, der im Norden Haitis die Republik der Schwarzen in ein Königreich Haiti umgewandelt hatte und dort als Henri I. herrschte. Boyer siegte, Henri I. musste seine Ansprüche auf den Süden aufgeben, Haiti blieb infolgedessen zunächst geteilt.

### Präsidentschaft
Alexandre Pétion bestimmte kurz vor seinem Tod am 29. März 1818 Boyer zu seinem Nachfolger, der daraufhin per Akklamation zum Präsidenten auf Lebenszeit der Republik Haiti (Süd-Haiti) gewählt wurde. Boyer ordnete das Finanzwesen des Staates, verbesserte die Verwaltung und begünstigte Künste und Wissenschaften. Nach dem Selbstmord Henris I. vereinigte er 1820 seine von Mulatten dominierte Republik mit dem mehrheitlich von Schwarzen beherrschten Staat im Norden. 1822 nahm er auch den östlichen, spanisch gebliebenen Teil Hispaniolas in Besitz. 1825 erwirkte er die Anerkennung der haitianischen Unabhängigkeit durch Frankreich. Um die landwirtschaftliche Produktion zu steigern, erließ Boyer 1826 ein Agrargesetz (französisch: code rural), das unter anderem Arbeitsverpflichtungen auf den Feldern verfügte (Art. 3).
Mit der Fortdauer seiner langen Herrschaft – unter fortwährenden Auseinandersetzungen mit dem Parlament – wurde Boyer bei Widerspruch oder gar Widerstand gegen seine Politik zunehmend ungehalten. Im Frühjahr 1842 wurde Haiti von einem furchtbaren Erdbeben heimgesucht, das einige Städte fast vernichtete. Boyer wurde 1843 durch eine von den Mulatten Hérard Dumesle und Charles Rivière-Hérard geleitete Verschwörung gestürzt und flüchtete am 13. März auf einem englischen Kriegsschiff nach Jamaika, wo er förmlich abdankte. Nach längerem Aufenthalt auf Jamaika ging er nach Paris, wo er 1850 starb.